# Is It Just Me?
Is It Just Me? è un singolo del gruppo rock britannico The Darkness, pubblicato nel 2006 ed estratto dall'album One Way Ticket to Hell... And Back.

## Tracce
- CD Singolo

1. Is It Just Me? - 3:05
2. Shake (Like a Lettuce Leaf) - 3:19